# Péitho
Dans la mythologie grecque, Péitho (en grec ancien Πειθώ / Peithố, « Persuasion ») est la déesse et personnification de la persuasion. En tant que personnification, elle était parfois imaginée comme une déesse à part entière et parfois comme une puissance abstraite, son nom alors utilisé à la fois comme nom commun et comme nom propre. Il existe des preuves que Péitho fut évoquée comme une déesse avant d'être évoquée comme un concept abstrait, ce qui est rare pour une personnification . Péitho représente à la fois la persuasion sexuelle et politique. Elle est associée à l'art de la rhétorique.
Son équivalent romain était la déesse Suadela, une des Di indigetes.

## Famille

### Ascendance
Son ascendance est incertaine et varie selon les auteurs.
D'après Hésiode, Péitho est la fille de la titanide Téthys et du Titan Océan, ce qui fait d'elle une Océanide. Pour la poétesse Sappho, elle est la fille d'Aphrodite. Eschyle l'identifie lui aussi comme fille d'Aphrodite dans Les Suppliantes mais en fait la fille d'Até dans Agamemnon Dans ses Dionysiaques, Nonnos décrit les Charites (Grâces), un ensemble de déesses de grâce et de charme, comme comprenant Péitho, Pasithée et Aglaé, et toutes sont identifiées comme des filles de Dionysos. Le poète élégiaque de l'époque hellénistique Hermésianax fait également référence à Péitho comme l'une des Charites. Alcman la décrit comme la fille de Prométhée et la sœur de Tyché et Eunomie.

### Amours et descendance
Nonnos identifie Péitho comme l'épouse d'Hermès, le messager des dieux. 
La scholie sur l'Oreste d'Euripide note également que Péitho est la première épouse de Phoronée, le roi primordial d'Argos et la mère d'Égialée et d'Apis (en). Une tradition alternative d'Argos la décrit plutôt comme l'épouse d'Argos, le petit-fils de Phoronée. 
Le texte encyclopédique byzantin qu'est la Souda déclare que la mère de Jynx était soit Péitho, soit Écho.

## Mythologie
Péitho joue un rôle limité dans la mythologie, apparaissant principalement avec ou en tant que compagne d'Aphrodite.
Un fragment dégradé par Sappho peut identifier Peitho comme une suivante d'Aphrodite, bien que d'autres possibilités soient Hébé, Iris ou même Hécate. Pindare fait apparaitre Péitho, soit comme le concept abstrait de la persuasion, soit comme la déesse, comme la sage qui détient la "clé secrète de l'amour saint", l'associant à Aphrodite. Elle est également décrite comme la nounou des jeunes Érotes, qui sont les enfants d'Aphrodite. Un fragment d'Ibycos fait apparaitre Aphrodite et Péitho encore une fois ensembles, cette dernière décrite comme aux yeux tendres (aganoblepharos), allaitant Euryale (en) parmi les rosiers en fleurs.
Nonnos lui donne un rôle dans le mariage de Cadmos et Harmonie, car elle apparaît à Cadmos sous la forme d'une esclave mortelle et couvre Cadmos d'une brume magique pour le conduire invisible à travers Samothrace jusqu'au palais de la Pléiade Électre, la mère adoptive d'Harmonie. Péitho apparaît souvent sur un epinetron du Ve siècle par le peintre d'Érétrie (en) représentant les préparations nuptiales d'Harmonie avec Aphrodite, Éros, Perséphone (Korê), Hébé et Himéros également présents. Dans l'art, elle a également été représentée présente lors des mariages de Dionysos et Ariane, d'Alceste et Admète, de Thétis et Pélée, et lors de l'union d'Aphrodite et Adonis. Une hydrie attribuée au peintre Meidias montre Péitho fuyant la scène de l'enlèvement des Leucippides par les Dioscures, indiquant soit qu'elle a persuadé les femmes de s'enfuir, soit qu'elle ne tolère pas le mariage selon les normes athéniennes.
Lorsque Zeus a ordonné la création de la première femme, Pandore, Peitho et les Charites ont placé des colliers d'or autour de son cou, et les Heures (Saisons) ont couronné la tête de Pandore avec des fleurs printanières. Les bijoux extravagants, en particulier les colliers, étaient considérés avec suspicion dans la littérature grecque antique, car ils étaient généralement considérés comme un moyen pour les femmes de séduire les hommes, faisant du collier un moyen d'améliorer l'attrait sexuel et les capacités de persuasion de Pandore.
Dans l'art, Péitho est souvent représenté avec Aphrodite lors de l'enlèvement d'Hélène, symbolisant les forces de persuasion et d'amour à l'œuvre pendant la scène. Sa présence à l'événement peut être interprétée comme soit Paris ayant besoin de persuasion pour réclamer Hélène comme prix pour avoir choisi Aphrodite, soit Hélène ayant besoin d'être persuadée de l'accompagner à Troie, car le niveau d'agence d'Hélène est devenu un sujet de discussion populaire au Ve siècle. La présence de Péitho soulève la question de savoir si les mortels ont la capacité de résister à son pouvoir ou s'ils sont liés par ses capacités de persuasion.

## Fonctions
Citée par Hésiode dans sa Théogonie, elle appartient à ces Océanides dites « allégoriques », comme Métis (la Ruse) ou Tyché (la Fortune) : elle représente la force de persuasion, et la séduction que cette persuasion peut déclencher. Elle devient donc l'une des compagnes d'Aphrodite et d'Éros. Ceci rend probable que cette divinité secondaire et mineure soit sortie d'une Aphrodite Péitho.[réf. nécessaire]
Dans Les Travaux et les Jours, Hésiode dépeint Péitho en compagnie des Heures et des Charites, parant Pandore de tous les attributs de la séduction féminine.

## Culte
La ville de Sicyone possédait un sanctuaire de Péitho.[réf. nécessaire]

## Divers
L'astéroïde de la ceinture principale (118) Péitho, découvert par Robert Luther le 15 mars 1872, porte son nom.